# گل سنگ (ترانه)
«گُل سنگ» ترانه‌ای است با آهنگسازی انوشیروان روحانی و شعری از بیژن سمندر. این ترانه اولین مرتبه توسط امل سایین اجرا شد اما اجراهای بعدی توسط ستار و هایده باعث شهرت آن شد.
در ترانهٔ «گل سنگ»، درد دل گلی را می‌شنویم که از دل یک سنگ روییده و دل‌تنگ آفتاب است؛ آفتابی که اگر بر او نتابد از دست خواهد رفت.
خواننده‌های دیگری همچون احمد ظاهر، دریا دادور، لیلیت هوهانیسیان و ریتا این ترانه را بازخوانی کرده‌اند. اجرای ریتا از «گل سنگ» سال‌هاست که در بین اسرائیلی‌ها طرفداران زیادی دارد.

## خوانندگان
این ترانه را خوانندگان زیر اجرا نموده‌اند:
- امل سایین
- هایده
- ستار
- احمد ظاهر
- دریا دادور
- لیلیت هوهانیسیان
- فرید فرجاد
- داوود مبارکی
- جبرئیل
- علی ارشدی
- کامیار
- نوعا اکسیر خواننده اسرائیلی[۸]
- ریتا
- کلوز ماین خواننده اسکورپیونز و ماریو فرانگولیس با نواختن انوشیروان روحانی[۹]
- جمعی از کودکان ژاپنی[۱۰]
- سامان احتشامی[۱۱]
- کودک تاجیکستانی[۱۲]
- ارغوان خواننده ایرانی سوئدی[۱۳]

## متن ترانه
| گل سنگم گل سنگم        |  | چی بگم از دل تنگم    |
| مثل آفتاب اگه بر من    |  | نتابی سردم و بیرنگم  |
| گل سنگم گل سنگم        |  | چی بگم از دل تنگم    |
| مثل آفتاب اگه بر من    |  | نتابی سردم و بیرنگم  |
| همه آهم همه درم        |  | مثل طوفان پر گردم    |
| همه آهم همه درم        |  | مثل طوفان پر گردم    |
| باد مستم که تو صحرا    |  | می‌پیچم دور تو می‌گردم |
| گل سنگم گل سنگم        |  | چی بگم از دل تنگم    |
| مثل آفتاب اگه بر من    |  | نتابی سردم و بیرنگم  |
| مثل بارون اگه نباری    |  | خبر از حال من نداری  |
| بی‌تو پرپر می‌شم دو روزه |  | دل سنگت برام می‌سوزه  |
| گل سنگم گل سنگم        |  | چی بگم از دل تنگم    |
| گل سنگم گل سنگم        |  | چی بگم از دل تنگم    |
| مثل آفتاب اگه بر من    |  | نتابی سردم و بیرنگم  |
| مثل بارون اگه نباری    |  | خبر از حال من نداری  |
| بی‌تو پرپر می‌شم دو روزه |  | دل سنگت برام می‌سوزه  |
| گل سنگم گل سنگم        |  | چی بگم از دل تنگم    |
| گل سنگم گل سنگم        |  | چی بگم از دل تنگم    |
| مثل آفتاب اگه بر من    |  | نتابی سردم و بیرنگم  |
| همه آهم همه درم        |  | مثل طوفان پر گردم    |
| همه آهم همه درم        |  | مثل طوفان پر گردم    |
| باد مستم که تو صحرا    |  | می‌پیچم دور تو می‌گردم |
| گل سنگم گل سنگم        |  | چی بگم از دل تنگم    |
| گل سنگم گل سنگم        |  | چی بگم از دل تنگم    |
| — بیژن سمندر           |  |                      |